# Педру V
Пе́дру V (Педру де Алкантара Мария Фернанду Мигел Рафаэл Гонзага Шавьер Жуан Антониу Леополду Виктор Франсишку де Ассис Жулиу Амелиу де Сакс-Кобург-Готский-и-Браганса порт. Pedro de Alcântara Maria Fernando Miguel Rafael Gonzaga Xavier João António Leopoldo Victor Francisco de Assis Júlio Amélio de Bragança e Saxe-Coburgo-Gotha e Bragança ; 16 сентября 1837, Лиссабон — 11 ноября 1861, Лиссабон) — король Португалии с 15 ноября 1853 года (фактически начал самостоятельное правление с 16 сентября 1855 года). Старший сын Марии II из Браганской династии и Фернанду II из Саксен-Кобург-Готской династии.
28 января (9 февраля) 1856 года российский император Александр II наградил Педру V высшим орденом Российской империи — Орденом Андрея Первозванного.

## Биография
Первые два года после смерти матери Педру царствовал под опекой отца, дона Фернанду II, который постарался дать сыну хорошее образование, а затем отправил путешествовать по странам Европы. Приступив в 1855 году к делам правления, Педру показал недюжинный ум. Приобрёл большую популярность в народе благодаря мужеству, проявленному во время эпидемии жёлтой лихорадки в столице. При этом он имел слабое здоровье и склонность к мистике. Он был очень молод во время своего вступления на португальский престол, ему было всего 16 лет, но многие считали его образцовым монархом, который примирил людей с королевским домом после того, как правление его матери стало результатом выигранной гражданской войны.
Он усердно занимался вопросами управления страной, детально изучая предлагаемые правительственные постановления. В 1859 году он также создал Колледж писем, который финансировал из собственных средств, пожертвовав 91 миллион рейс. В том же году в Португалии была введена метрическая система.
Педру V был ярым сторонником отмены рабства, и его правление было отмечено эпизодом, который свидетельствует об убежденности монарха в этом вопросе и в то же время демонстрирует слабость Португалии в глазах великих европейских держав: у берегов Мозамбика было захвачено французское рабовладельческое судно, а его капитан арестован. Французское правительство потребовало не только освобождения корабля, но и крупной компенсации от португальского правительства.
В это время Португалия страдала от двух эпидемий: холеры, бушевавшей с 1853 по 1856 год, и желтой лихорадки, в основном в 1856—1857 годах. В эти годы монарх, вместо того чтобы укрыться, посещал больницы, что принесло ему большую популярность в народе.
Умер 11 ноября 1861 года в возрасте всего 24 лет от брюшного тифа (народ подозревал отравление и поэтому устроил бунт). Его смерть вызвал траур во всех кругах португальского общества. Не имея собственных детей, его преемником стал его брат принц Луиш, который в то время жил на юге Франции. Он был похоронен в королевском пантеоне династии Браганса, в монастыре Сан-Висенте-де-Фора в Лиссабоне.

## Брак
С 1858 года был женат на Стефании Гогенцоллерн-Зигмаринген (1837—1859) — дочери прусского князя Карла Антона Гогенцоллерн-Зигмарингена (1811—1885) и Жозефины Баденской (1813—1900). Детей в браке не было. Ранняя смерть жены ввергла Педру в жестокую меланхолию, из которой он не вышел до самой смерти. Трон унаследовал младший брат Педру — Луиш I.